# جزيرة غونونغ تولانغان
جزيرة غونونغ تولانغان وهي جزيرة من جزر إندونيسيا، وتتبع إقليم كليمنتان الجنوبية في إندونيسيا.